# كارولين كونتي
كارولين نويل كونتي (من مواليد 28 مارس 2001) هي لاعبة كرة قدم أمريكية محترفة تلعب كمهاجمة لفريق باي في الدوري الوطني لكرة القدم للسيدات. لعبت كرة القدم الجامعية لفريق كليمسون تايجرز لكرة القدم للسيدات قبل أن يتم اختيارها من قبل باي في مشروع الدوري الوطني لكرة القدم للسيدات 2024.

## نشأتها
ولدت كونتي في شارلوت بولاية نورث كارولينا ونشأت في جرينفيل بولاية ساوث كارولينا حيث التحقت بمدرسة جيه إل مان الثانوية. فازت بلقبين متتاليين لكرة القدم في المدرسة الثانوية في عامي 2017 و2018. كما تم اختيارها كأفضل لاعبة في العام في جاتوريد بولاية ساوث كارولينا في عامي 2016-2017 و2018-2019. كما تم اختيارها كأفضل لاعبة أمريكية بعد موسمها في المدرسة الثانوية عام 2018. لعبت كونتي كرة القدم في نادي الشباب مع أكاديمية كارولينا إيليت لكرة القدم. تلقت دعوة إلى معسكر تدريبي تحت 14 عامًا في الولايات المتحدة في عام 2014.